# 582

## Догађаји
- Започели Маврикијеви балкански походи

- 14. август – Цар Тиберије II Константин, стар 47 година, умире (вероватно је отрован) у Цариграду, после четворогодишње владавине током које су Тракију и Грчку вратили Словени. Наследио га је његов зет Маврикије, бивши нотар који је командовао византијском војском у рату против Персијског царства.
- Јесен – Маврикије уздиже Јована Мистакона у магистер милитум пер Ориентем. Он шаље византијске експедиционе снаге у Арзанене (Јерменија), где воде жестоку битку на реци Нимфију (река Батман).
- Опсада Сирмијума: Авари, под својим владаром (каганом) Бајаном, уз помоћ српских трупа, заузимају град Сирмијум после скоро трогодишње опсаде. Бајан успоставља нову базу операција у оквиру Византијског царства, из које пљачка Балканско полуострво.
- Гундоалд, ванбрачни син Хлотера I, стиже уз финансијску подршку Цариграда у јужну Галију. Он тврди да је краљ узурпатор градове Поатје и Тулуз, део Франачког краљевства.
- Визиготи под краљем Лиувигилдом заузимају град Мериду (западна централна Шпанија), који је под политичком контролом њеног популарног еписккопа Масоне. Ухапшен је и прогнан на 3 године.
- Персијска војска под Тамхосрауом прелази реку Еуфрат и напада град Константину (савремена Турска), али га Византинци побеђују и убијају.
- Пролеће – Цар Сјуан, стар 52 године, умире после 13-годишње владавине, а наследио га је његов неспособни син Хоузху, који постаје нови владар династије Чен.
- 11. април – Јован Посник постаје 33. епископ или патријарх цариградски.